# 張世雍
張世雍（1605年—1634年），原名张世基，字成之，松江府青浦县人。明朝政治人物。

## 生平
崇祯三年（1630年）庚午科應天府乡试舉人，四年（1631年）联捷辛未科进士。通政司观政，五年授刑部湖广司主事，六年贵州主考，七年养病回乡，不久病逝，享年三十岁。

## 家族
祖张以誡，字仲绳，乙酉举人張以詵（字伯震）弟，状元張以誠族弟，万历三十一年顺天府中式举人，官至桂林府通判。父张安磐，字子石，天啓七年举人，官霸州知州。